# Association suédoise des travailleurs espérantophones
L'association suédoise des travailleurs espérantophones (en espéranto : Sveda Laborista Esperanto-Asocio ; en suédois : Svenska Arbetar Esperanto Förbundet) ou SLEA est une association liée à l'association mondiale anationale. Son but est de propager l'espéranto dans les mouvements ouvriers et entre les sympathisants de ces mouvements.
La SLEA, qui n'adhère à aucun parti politique, veut travailler à la propagation de l'espéranto entre les travailleurs et, grâce à cela, souhaite propager l'idée que l'espéranto doit être enseigné à l'école et être reconnu en tant que langue internationale.
À cette fin, l'association veut relier tous les travailleurs ainsi que des personnes de diverses tendances socialistes qui parlent ou étudient l'espéranto ou qui en sont sympathisants avec l'idée de langue mondiale.